# Can Capes
Can Capes és un barri de la ciutat de Palma, situat a nord-est del centre dins el districte de Llevant, vora el carrer Aragó (Antiga carretera d'Inca); delimitat pels barris de son Gotleu, son Fortesa sud i Son Canals.
A principis del segle XX ja exisitia el barri al voltant de les cases de Can Capes i es va acabar de desenvolupar arran del segon pla d'eixample de la ciutat dissenyat per Gabriel Alomar i Esteve el 1943 (Pla Alomar). Inicialment estava format per habitatges unifamiliars. Durant la dècada de 1960, aquestes cases varen ser substituïdes per blocs de pisos.
L'any 2018 al barri hi vivien 1.738 habitants.